# Busautour des sauterelles
Butastur rufipennis
Espèce
Statut de conservation UICN

 LC  : Préoccupation mineure
Statut CITES
Le Busautour des sauterelles (Butastur rufipennis) est une espèce d'oiseaux de la famille des Accipitridae.
Son aire de nidification horizontale s'étend sur les savanes au sud du Sahara.